# Српске земље
Српске земље је појам који се односи на српске средњовековне државе које су постојале до османског освајања Балкана, као и на државе и територије из каснијих периода које су већински биле настањене Србима или биле значајне за политичку историју српског народа. Српски средњевековни владари су своје области предоминантно називали српске земље, пре него Србија.

## Српске земље у прадомовини
- Бојка (Бела Србија) у подручју реке Лабе (после 531—629/32)
- Племенски савез Лужичких Срба у подручју данашње источне Немачке (629/32—око 990)

## Српске земље у раном средњем веку
- Кнежевина Србија (7. век—10. век)
- Босна (област у саставу Кнежевине Србије)
- Дукља (7. век—1186)
- Травунија (7. век—1042)
- Конавли (7. век—после 868)
- Захумље (7. век—1042)
- Неретљанска кнежевина (7. век—1170)
- Великожупанска Србија (крај 11. века—1217)

## Српске земље у позном средњем веку
- Краљевина Србија (1217—1346)
- Зета у доба Немањића (од краја 12. до средине 14. века)
- Бановина Босна (12. век—1377)
- Сремска краљевина (1282—1325)
- Српско царство (1346—1371)
- Царство Симеона Уроша (1359—1393)
- Земља Војиновића (1355—1373)
- Зета у доба Балшића (1360—1421)
- Земља Мрњавчевића (1371—1395)
- Земља Дејановића (1371—1395)
- Краљевина Босна (1377—1463)
- Земља Бранковића (1371—1396)
- Моравска Србија (1365—1402)
- Српска деспотовина (1402—1459)
- Војводство Светог Саве (1448—1482)
- Зета у доба Црнојевића (1451—1496)
- кнежевина Павла Раденовића (1392—1463)
- Српско царство Јована Ненада (1526—1527)
- Сремско војводство Радослава Челника (1527—1530)

## Од 16. века до 1918.
- Хабсбуршка Војна крајина (1579—1882)
- подручје Банатског устанка (1594)
- Црна Гора (1697—1852)
- Хабсбуршка Краљевина Србија (1718—1739)
- Хабсбуршка Краљевина Славонија (1745—1868)
- Нова Србија (1752—1764)
- Славеносрбија (1753—1764)
- Кочина крајина (1788—1791)
- Карађорђева Србија (1804—1813)
- Кнежевина Србија (1817—1882)
- Српска Војводина (1848—1849)
- Војводство Србија и Тамишки Банат (1849—1860)
- Књажевина Црна Гора (1852—1910)
- Босна и Херцеговина под аустроугарском управом (1878—1918)
- Краљевина Србија (1882—1918)
- Краљевина Црна Гора (1910—1918)

## Од 1918. до 1944.
- Држава Словенаца, Хрвата и Срба (1918)
- Банатска република (1918)
- Банат, Бачка и Барања (1918—1919)
- Краљевина Срба, Хрвата и Словенаца (1918—1929), Краљевина Југославија (1929—1941)
- Српско-мађарска република Барања-Баја (1921)
- Недићева Србија (1941—1944)
  - Банат (1941—1944)
- Црна Гора (1941—1944)
- Ужичка република (1941)
- Бихаћка република (1942—1943)

## Од 1944. до распада Југославије
- Демократска Федеративна Југославија (1945), Федеративна Народна Република Југославија (1945—1963), Социјалистичка Федеративна Република Југославија (1963—1992)
  - Федерална Држава Србија (1944—1945), Народна Република Србија (1945—1963), Социјалистичка Република Србија (1963—1990), Република Србија (1990—1992)
    - Аутономна Покрајина Војводина (1944—1963), Социјалистичка Аутономна Покрајина Војводина (1963—1990), Аутономна Покрајина Војводина (1990—1992)
    - Аутономна Област Косово и Метохија (1945—1963), Аутономна Покрајина Косово и Метохија (1963—1968), Социјалистичка Аутономна Покрајина Косово и Метохија (1968—1990), Аутономна Покрајина Косово и Метохија (1990—1992)

  - Народна Република Црна Гора (1944—1963), Социјалистичка Република Црна Гора (1963—1992)
  - Народна Република Босна и Херцеговина (1945—1963), Социјалистичка Република Босна и Херцеговина (1963—1990), Република Босна и Херцеговина (1990—1992)
  - Народна Република Хрватска (1945—1963), Социјалистичка Република Хрватска (1963—1990)

## Распад Југославије
- Република Српска Крајина (1991—1995)
  - САО Книнска Крајина (1990), САО Крајина (1990—1991)
  - САО Западна Славонија (1991-1992)
  - СО Славонија, Барања и Западни Срем (1991-1992), Сремско-барањска област (1995—1998)
- Република српског народа Босне и Херцеговине (1992), Република Српска Босна и Херцеговина (1992), Република Српска (1992—1995)
  - Аутономна Област Крајина (1991), САО Босанска Крајина (1991—1992)
  - САО Североисточна Босна (1991—1992)
  - САО Романија (1991—1992)
  - САО Источна Херцеговина (1991—1992)
  - САО Северна Босна (1991—1992)
- Савезна Република Југославија (1992—2003), Србија и Црна Гора (2003—2006)
  - Република Србија (1992—2006)
    - Аутономна Покрајина Војводина (1992—2006)
    - Аутономна Покрајина Косово и Метохија (1992—2006), под управом УН-а од 1999.
      - Северно Косово (од 1999)

  - Република Црна Гора (1992—2006)

## Модерне српске земље
- Република Србија (Срби већински народ)
  - Аутономна покрајина Војводина (Срби већински народ)
  - Аутономна покрајина Косово и Метохија
- Босна и Херцеговина (Срби конститутиван народ)
  - Република Српска (Срби већински народ)
  - Федерација Босне и Херцеговине (Срби конститутиван народ)
  - Брчко Дистрикт
- Црна Гора (Српски језик главни говорни језик; најбројнији народ државе, Црногорци су српског порекла)

## Списак српских краљевина
Срби су у току своје историје створили неколико краљевина на темељима различитих традиција.

### Краљевина Дукља(1077—1142)
Прва српска краљевина створена је у Дукљи за време Михаила Војислављевића 1077. године.
Нестала је када се последњи краљ из лозе Војислављевића одрекао краљевског венца, мада је поново заживела за време Вукана Немањића и његових синова Ђорђа и Стефана, али само титуларно, у оквиру државе Немањића. Вукан и његови синови су носили звање „краља у Зети“.

### Краљевина Рашка/ Краљевина Србија (1217—1345)
Друга српска краљевина створена је у Рашкој за време Стефана Првовенчаног 1217. године.
Престала је да постоји 1345. године када се Стефан Душан прогласио за цара.

### Сремска краљевина(1282—1325)
Сремска краљевина је била краткотрајна српска држава са центром у Доњем Срему (Мачви). Основао ју је краљ Стефан Драгутин, кога је наследио његов син Стефан Владислав II, након чије владавине је ова држава престала да постоји.

### Држава краља Марка(1371—1395)
Држава краља Марка је настала распадом Српског царства на подручју западне Македоније. Овом државом је владао српски краљ Марко Мрњавчевић, од 1371. до 1395. године.

### Краљевина Босна(1377—1463)
Последња средњовековна српска краљевина настала је 1377. године када се у манастиру Милешева над моштима светог Саве за краља овенчао Стефан Твртко I Котроманић.
Престала је да постоји 1463. године под налетима Турака који су погубили последњег босанског краља Стефана Томашевића.

### Краљевина Србија(1882—1918)
Прва српска краљевина у новом веку створена је у Србији 1882. године када се за краља прогласио Милан Обреновић.
Престала је да постоји стварањем Краљевине Срба, Хрвата и Словенаца (каснија Краљевина Југославија) 1918. године.

### Краљевина Црна Гора(1910—1918)
Друга српска краљевина у новом веку проглашена је 1910. године, на педесетогодишњицу владавине Николе I Петровића.
Ушла је у састав Краљевине Србије 1918. године одлуком Подгоричке скупштине, а исте године се ствара и Краљевина Срба, Хрвата и Словенаца (каснија Краљевина Југославија) 1918. године.

### Краљевина Срба, Хрвата и Словенаца/Краљевина Југославија(1918—1941)
Краљевина Срба, Хрвата и Словенаца створена је 1918. године, а преименована је у Краљевину Југославију 1929. године. Била је заједничка краљевина Срба, Хрвата и Словенаца, а њени краљеви су били из српске владарске династије Карађорђевић.

### Формалне краљевине
Током хабзбуршке управе у српским земљама постојале су три хабзбуршке територије претежно настањене Србима које су формално носиле назив краљевине, али су имале статус хабзбуршких покрајина, а не посебних или аутономних држава. Прва је била Краљевина Славонија, која је постојала од 1699. до 1868. године, друга Краљевина Србија, која је постојала од 1718. до 1739. године, а трећа Краљевина Босна, која је постојала од 1718. до 1739. године.